# Aéroport de Gênes-Christophe-Colomb
Pour les articles homonymes, voir GOA.
L’aéroport de Gênes-Christophe-Colomb (en italien, Aeroporto di Genova-Cristoforo Colombo (code IATA : GOA • code OACI : LIMJ) est un aéroport italien situé à l'ouest de Gênes sur un terre-plein dans le quartier de Sestri Ponente à 6 km du centre-ville. Il est le plus grand aéroport de Ligurie. Il prend son nom de l'explorateur génois Christophe Colomb. Il est géré par la société Aeroporto di Genova.

## Histoire
La construction a commencé en 1954 et s'est terminée en 1962. Au début l'aéroport possédait une piste de décollage/d'atterrissage de 2 285 m (aujourd'hui la piste est longue de 3 065 m) et l'aéroport était formé par des préfabriqués jusqu'en 1986, année de l'inauguration de l'aéroport définitif.
Le trafic commercial de la plateforme génoise était de 1 381 693 passagers en 2012, il a une piste de décollage/d'atterrissage de 3 065 mètres.

## Situation

### Carte des aéroports en Italie
| \| 100 km1:7 506 000 \| Abruzzes Alghero Ancône Bari Bergame Bologne Bolzano Brescia Brindisi Cagliari Catane Comiso Grosseto Coni Elbe Florence Foggia Gênes Lamezia Terme Lampedusa Milan L. Milan M. Naples Olbia Palerme Pantelleria Parme Pérouse Pise Reggio de Calabre Rimini Rome C. Rome F. Salerne Trapani Trévise Trieste Turin Venise Vérone |
| 100 km1:7 506 000 |

## Compagnies et destinations
L'aéroport de Gênes a des liens directs avec les principales villes d'Italie et d'Europe.
| Compagnies   | Destinations |
| ------------ | --- |
| Air Dolomiti | Munich-F. J. Strauß |
| Albawings    | Tirana-Mère-Teresa |
| ITA Airways  | Rome Léonard-de-Vinci/Fiumicino En saison : Alghero-Fertilia, Olbia-Costa Smeralda |
| KLM          | Amsterdam |
| Lufthansa    | Munich-F. J. Strauß |
| Ryanair      | - Bari-Karol Wojtyła, - Brindisi Papola/Casale, - Bucarest-H. Coandă, - Cagliari, - Catane-Fontanarossa, - Charleroi Bruxelles-Sud, - Dublin, - Lamezia Terme, - Londres-Stansted, - Manchester, - Naples-Capodichino, - Palerme Falcone-Borsellino, - Vienne-Schwechat |
| Volotea      | Catane-Fontanarossa, Naples-Capodichino, Paris-Orly En saison : Olbia-Costa Smeralda |
| Vueling      | En saison : Barcelone-El Prat |
| Wizz Air     | Tirana-Mère-Teresa |

Édité le 15/01/2020. Actualisé le 10/01/2023.

## Vols charters

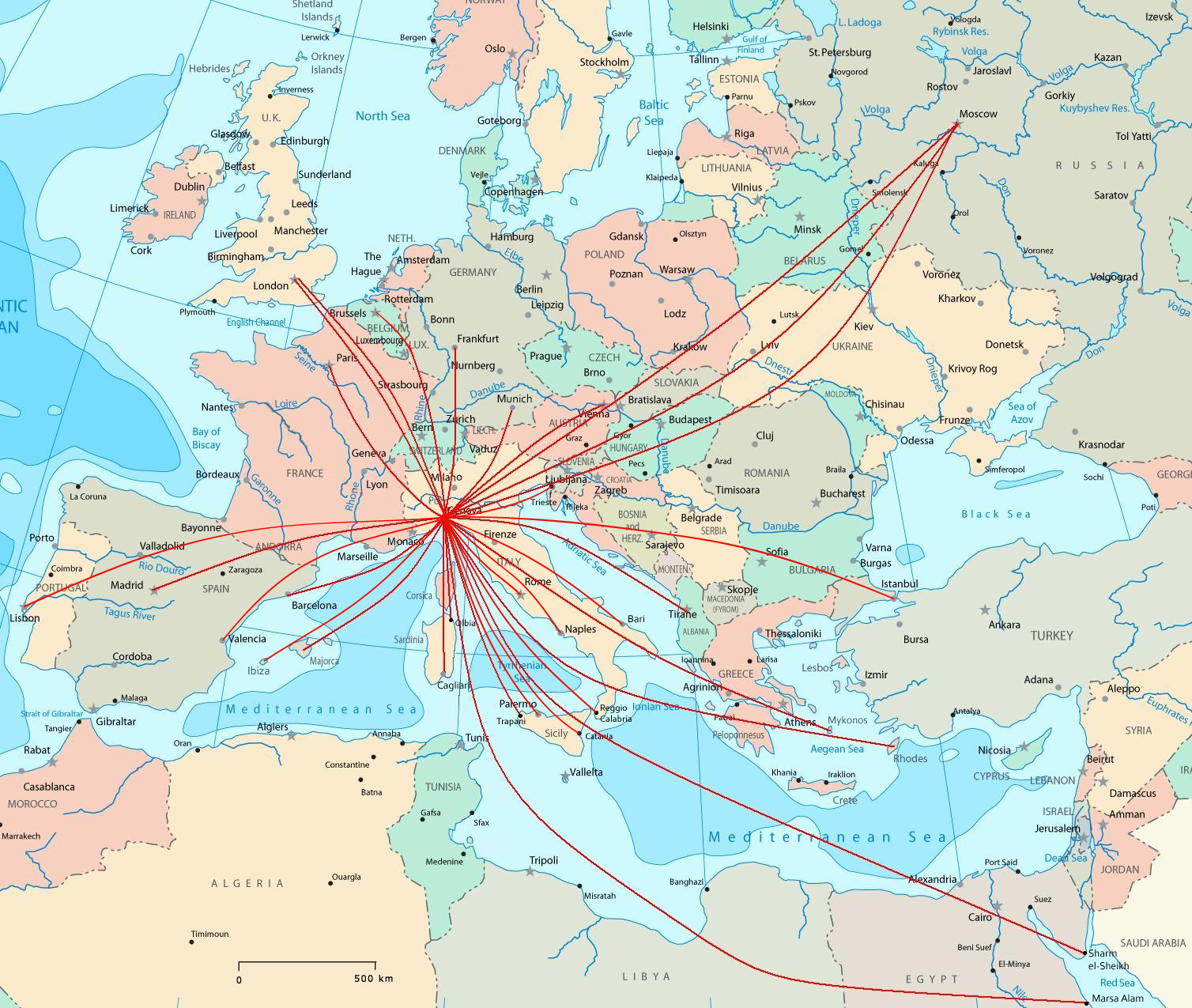
Network Aéroport Christophe Colomb

| compagnie aérienne | Destinations                              |
| ------------------ | ----------------------------------------- |
| Aeroflot           | Charter : Aéroport de Moscou-Cheremetievo |
| Austrian Airlines  | Charter : Aéroport de Vienne-Schwechat    |
| British Airways    | Charter : Aéroport de Glasgow-Prestwick   |
| Eurowings          | Charter : Aéroport de Dusseldorf          |

## Statistiques

### En graphique
Le graphique qui aurait dû être présenté ici ne peut pas être affiché car il utilise l'ancienne extension Graph, désactivée pour des questions de sécurité. Des indications pour créer un nouveau graphique avec la nouvelle extension Chart sont disponibles ici.

Voir la requête brute et les sources sur Wikidata.

### Zoom sur l'impact du covid de 2019-2020
Le graphique qui aurait dû être présenté ici ne peut pas être affiché car il utilise l'ancienne extension Graph, désactivée pour des questions de sécurité. Des indications pour créer un nouveau graphique avec la nouvelle extension Chart sont disponibles ici.

Voir la requête brute et les sources sur Wikidata.

### En tableau
- 2000 : 1 063 146[1]
- 2001 : 1 001 494[2],  5,8 %
- 2002 : 1 040 442[3],  3,9 %
- 2003 : 1 057 663[4],  1,7 %
- 2004 : 1 074 951[5],  1,6 %
- 2005 : 1 013 288[6],  5,7 %
- 2006 : 1 080 001[7],  6,5 %
- 2007 : 1 128 399[8],  4,5 %
- 2008 : 1 202 168[9],  6,5 %
- 2009 : 1 136 798[10],  5,4 %
- 2010 : 1 287 524[11],  13,3 %
- 2011 : 1 406 986[12],  9,3 %
- 2012 : 1 381 693[13],  1,8 %
- 2013 : 1 303 571,  5,65 %
- 2014 : 1 268 650,  2,68 %
- 2015 : 1 363 240,  7,50 %